# Danesh (Kulturzeitschrift)
Danesh (persisch دانش, DMG Dāneš, ‚Wissen‘) ist der Titel von sieben verschiedenen persischsprachigen Zeitschriften, die ab 1882 herausgegeben wurden.  Ein monatliches Kulturmagazin mit dem Titel Danesh wurde in Teheran vom März 1949 bis August 1955 veröffentlicht. Ihr Herausgeber war Nūr-Allāh Īrānparast. Die Zeitschrift beinhaltete Illustrationen und Werbung.